# Leptoconops longicornis
Leptoconops longicornis är en tvåvingeart som beskrevs av Carter 1921. Leptoconops longicornis ingår i släktet Leptoconops och familjen svidknott. Inga underarter finns listade i Catalogue of Life.